# Der Mythos
Der Mythos (Originaltitel: chinesisch 神話 / 神话, Pinyin Shénhuà, kantonesisch San4waa2; internationaler Titel: englisch The Myth) ist ein chinesischer Film mit Jackie Chan, der 2005 erschienen ist. Der Film wurde neben den Standard-Filmveröffentlichungen zusammen mit The Huadu Chronicles: Blade of the Rose und Rob-B-Hood auf der DVD Best of Amazia – Jackie Chan veröffentlicht.

## Handlung
Vor etwa 2000 Jahren hat General Meng Yi den Befehl, die Prinzessin Ok-Soo aus ihrer Heimat ins Kaiserreich Qin zu begleiten. Dort soll sie Konkubine des Kaisers Li werden, um das freundschaftliche Verhältnis der beiden Reiche zu erhalten und zu stärken. Auf der Reise werden sie von einem General aus der Heimat der Prinzessin angegriffen, der sie für sich beansprucht. Meng Yi besiegt den General im Zweikampf und rettet die Prinzessin. Auf dem Weg zurück nach China beschützt Meng Yi sie, jedoch muss Ok-Soo ihm mehrfach das Leben retten. So verlieben sich beide. Ok-Soo zeigt ihre Gefühle für Meng Yi, doch Meng Yi verbirgt seine, da Ok-Soo dem Kaiser versprochen ist und er diesem treu ergeben ist. Nach beschwerlicher Reise erreichen sie das Kaiserreich Qin.
Der Kaiser von Qin ist sehr krank, war aber erfolgreich bei der Suche nach der Pille der Unsterblichkeit. Die Eskorte, die die Pille bei sich führt, gerät in einen Hinterhalt der Rebellen. Im Auftrag des Kaisers eilt Meng Yi den Eingeschlossenen mit seinen Truppen zur Hilfe und versucht die Pille der Unsterblichkeit zu retten. Er ahnt allerdings nichts von der Verschwörung der Prinzen und des Premierministers und so gerät auch Meng Yi in die Falle. Bevor er in der Schlacht fällt, gibt er die Pille seinem Stellvertreter Nangong Yan, der sie dem Kaiser bringt. Doch Nangong Yan und Prinzessin Ok-Soo werden von den Verschwörern als Rebellen angeklagt und gezwungen, die Pille der Unsterblichkeit einzunehmen. So stirbt der Kaiser und Ok-Soo, die nicht ohne Meng Yi leben will, kann niemals sterben.
Jack, ein moderner Archäologe der Gegenwart, sieht sich in seinen Träumen als General Meng Yi, der die Prinzessin beschützen soll. Eines Tages bittet ihn sein Freund, der Physiker William, um Hilfe. Jack soll ihn bei seiner Forschung zur Schwerelosigkeit unterstützen, da Jack einen Bericht über einen Mythos verfasst hatte, in dem es um den schwebenden Sarkophag eines indischen Dassar-Königs geht. Jack unterstützt William nur widerwillig, da er befürchtet, William plane im Namen seiner Forschung einen Grabraub.
Sie können unbemerkt in das Grab eindringen, wo sie den schwebenden Sarkophag sowie ein ebenfalls schwebendes Schwert vorfinden. Jack ist fasziniert von den Inschriften am Boden des Sarkophags, denn sie deuten darauf hin, dass seine Träume einen realen Hintergrund haben. Auf der Suche nach der Ursache des schwebenden Sarkophags bricht William einen fremdartigen Stein aus der Verzierung einer Statue. Daraufhin stürzen das Schwert sowie der Sarkophag zu Boden, wobei sich der Deckel des Sarkophags öffnet und Jack ein Gemälde von Prinzessin Ok-Soo im Deckel entdeckt.
William stiehlt das Schwert, den mysteriösen Stein sowie das Gemälde der Prinzessin aus dem Grab. Jack und William werden von den Gläubigen und der Polizei wegen Schändung des Heiligtums gejagt, aber nur William gelingt es, mit einem Hubschrauber zu fliehen. Jack, der die Verfolger in Schach hält, bleibt keine andere Wahl als über die hohen Klippen in einen Fluss zu springen, da der Hubschrauber von den Verfolgern mit Steinen beworfen wird und abdrehen muss. Bewusstlos treibt er im Strom, bis ihn die indische Prinzessin Samantha rettet. Samantha führt ihn zu ihrem Onkel, einem Lehrer der indischen Kampfsportarten Kalarippayatu. Während eines Schwertkampfes mit einem Krieger hat Jack eine Vision aus der Vergangenheit über einen Kampf zwischen Meng Yi und dem Dassar-König. Außerdem erkennt er, dass er die Reinkarnation von Meng Yi ist.
Nachdem Jack von der indischen Polizei aufgespürt wird, hilft ihm Samantha zu entkommen. Wieder in Sicherheit übergibt Jack das Schwert und das Bild einem Museum, welches die Rückgabe der Gegenstände in die Wege leitet. Während der Übergabe geraten Jack und William in Streit, da William den Fund für sich beansprucht, Jack aber Grabräuberei generell verurteilt. Enttäuscht wendet sich William seinem ehemaligen Professor Koo zu. Jack und Koo sind verfeindet, seit Jack diesen öffentlich der Grabräuberei beschuldigte.
Nach Analyse des aus fremdartigen Materials bestehenden Steins, welcher tatsächlich die Schwerkraft aufheben kann, stellt sich heraus, dass es sich um ein Fragment eines Meteoriten handelt, der zur Zeit der Qin-Dynastie auf die Erde fiel. Hinter einem Wasserfall entdecken Jack und William, der sich auf Geheiß Koos wieder mit Jack versöhnt hat, eine große Höhle. In dieser Höhle wird das Grab des Kaisers von Qin vermutet. Jack betritt allein die Höhle, doch Koo ist ihm, geführt von William, bereits auf den Fersen. Da sie Jacks waghalsige Abseilaktion durch den Wasserfall nicht wiederholen wollen, sprengen sich Koos Leute den Zugang zur Höhle frei. Durch die Schockwelle wird Jack, der die Höhle bereits weiter erkundet hat und auf den Zugang zum Grab gestoßen ist, ohnmächtig.
Ok-Soo, die ewig lebt, und mit Nangong Yan ins Grab gesperrt wurde, hält Jack für Meng Yi, auf den sie seit über 2.000 Jahren wartet, und bringt ihn ins Innere des Grabes. Da sich hier das größte Fragment des Meteoriten befindet, schwebt die komplette Konstruktion. Als Jack erwacht, sieht er Ok-Soo vor sich. Doch die Freude, Ok-Soo gefunden zu haben, währt nur kurz, denn Koo und seine Leute betreten die Grabkammer. Koo, der nur an der Pille der Unsterblichkeit interessiert ist, wird von Nangong Yan, der Ok-Soo und die Pille verteidigt, aufgehalten, während Jack mit Koos Schergen in der Schwerelosigkeit kämpft.
William, der am Eingang geblieben ist, versucht, an weitere Fragmente des Meteoriten zu gelangen. Jack verpasst einem der Schergen einen Stoß, dieser löst versehentlich eine Sicherung des Grabes aus und das Grab beginnt einzustürzen. Jack, der die Schergen besiegt hat, eilt Ok-Soo zu Hilfe, die von Koo bedroht wird, nachdem dieser Nangong Yan besiegt hat. Jack und Ok-Soo fliehen zum Ausgang. Koo beachtet das einstürzende Grab nicht, da er nur auf die Pille fixiert ist. Nangong Yan gibt sich noch nicht geschlagen, sondern greift Koo noch einmal an und zieht ihn mit in den Tod.
Am Ausgang der Höhle versucht, Jack William zu helfen, der beim Auslösen der Falle eingeklemmt wurde, kann ihn aber nicht mehr retten. Hierbei erfährt Ok-Soo, dass Jack nicht Meng Yi ist und weigert sich, mit Jack das Grab zu verlassen. Die Prinzessin will weiter auf Meng Yi warten, denn sie will nicht akzeptieren, dass Meng Yi in der Schlacht fiel und ihr Warten vergebens war, zumal er ihr vor seinem Aufbruch versprach, zu ihr zurückzukehren. Jack schafft es, aus dem Grab zu fliehen, bevor dieses komplett einstürzt.
Am Ende sieht man Jack, der ein Buch über diesen Mythos herausgebracht hat und es aus Trauer um seinen Freund William diesem gewidmet hat.

## Kritik
Das Lexikon des internationalen Films bewertet den Film als „ein furios inszeniertes Actionspektakel des eingespielten Duos Stanley Tong (Regie) und Jackie Chan (Darsteller), das virtuos mit zwei Zeitebenen jongliert. Das lustvoll inszenierte Actionabenteuer zehrt vor allem von gut choreografierten Kämpfen.“
Cinema hingegen sah ein „pompöses Säbelrasseln, steifes Kostümgeturtel, aber leider zu wenig von Chans typischer Kung-Fu-Slapstick-Akrobatik. Echt Spaß macht nur die Kampfszene auf einem klebrigen Fließband – inklusive eines unfreiwilligen Striptease von Bollywood-Sexbombe Mallika Sherawat.“

## Auszeichnungen
Hong Kong Film Awards 2006
- Nominierung in der Kategorie Bester Film
- Nominierung in der Kategorie Beste Action Choreographie für Jackie Chan, Stanley Tong, Tak Yuen
- Nominierung in der Kategorie Bester Original Filmsong für „Endless Love“
- Nominierung in der Kategorie Beste Visual Effects für Wendy Choi, David Tso

## Veröffentlichungen
Der Film ist auf DVD und Blu-ray Disc erschienen. Auf DVD sind vier Versionen erhältlich, die sich in der Ausstattung unterscheiden. Die Verleih oder Pure Version enthält nur den Film. Die Special Edition enthält auf einer zweiten DVD zwei Versionen des Liedes Wujin De Ai (無盡的愛, englisch Endless Love – „endlose Liebe“) – eine in Hochchinesisch von Sun Nan und Han Hong und eine in Hochchinesisch und Koreanisch von Jackie Chan und Kim Hee-sun. Daneben ein Making-of und mehrere Clips mit „Hinter den Kulissen“-Informationen. Hiervon ist auch eine Limited Edition erhältlich, die zusätzlich noch die DVD „My Stunts“ von Jackie Chan enthält. Außerdem existiert die auf 5.000 Stück limitierte Premium Edition im Steelbook, die neben dem Bonusmaterial der Special Edition noch eine weitere DVD mit zusätzlichem Hintergrund-Material und Interviews mit dem Cast und dem Regisseur enthält. Die Version der Blu-ray Disc entspricht der Special Edition der DVD.

## Serie
2010 wurde in China eine auf dem Film basierende Fernsehserie mit gleichem Titel produziert. Die Geschichte der 50-teiligen Serie hat nur entfernt etwas mit dem Film zu tun, da es hier mehr um eine echte Zeitreise als eine Reinkarnation geht. Jackie Chan war einer der Produzenten.